# صفحه سوندا
صفحه سوندا (انگلیسی: Sunda Plate) یک صفحه زمین‌ساختی فرعی است که بر روی خط استوا در نیم‌کره شرقی و بخش عمده آسیای جنوب شرقی قرار دارد.
صفحه سوندا پیشتر بخشی از صفحه اوراسیا محسوب می‌شد ولی اندازه‌گیری به کمک سامانه موقعیت‌یاب جهانی حرکت مستقل آن را به میزان ۱۰ میلی‌متر در سال در امتداد شرقی نسبت به صفحه اوراسیا را تأیید کرد.
صفحه سوندا دربرگیرنده دریای جنوبی چین، دریای آندامان، بخش جنوبی ویتنام و تایلند به همراه مالزی و جزیره‌های بورنئو، سوماترا، جاوه و بخشی از سولاوسی در اندونزی و نیز جنوب غرب جزیره فیلیپینی پالاوان و مجمع‌الجزایر سولو است.
مرزهای جنوبی، شرقی و غربی صفحه سوندا از نظر زمین‌ساختی پیچیده بوده و درای فعالیت لرزه‌ای هستند و تنها مرز شمالی این صفحه نسبتاً آرام و ساکن است.